# Elsie Mabel Gladstone
Elsie Gladstone, (Bengala Occidental, 27 de marzo de 1886-Namur, 24 de enero de 1919) fue una enfermera británica del Servicio de Enfermería Militar Imperial de la Reina Alejandra que sirvió en Francia y Bélgica durante la Primera Guerra Mundial. Ella es una de las dos únicas enfermeras británicas enterradas en territorio belga.

## Trayectoria
Elsie Mabel Gladstone nació en Bengala Occidental el 27 de marzo de 1886 en una familia militar. Su madre fue Florence Elliot Campbell y su padre, Cecil Ernest Gladstone, comisionado de la Administración Pública de Bengala Occidental.  Hacia 1910, cuando el padre se jubiló, la familia se trasladó a Jersey. Elsie, tras estudiar en Bristol, comenzó a estudiar enfermería. Se incorporó al Guy's Hospital de Londres en junio de 1912. A finales de noviembre de 1913, murió su padre. Se graduó en julio de 1915. La madre y las cinco hermanas se implicaron en su país, dentro de la Cruz Roja o del  Destacamento de Ayuda Voluntariala (VAD). Elsie se alistó, inicialmente como reservista, en el Servicio de Enfermería Militar Imperial de la Reina Alejandra (QAIMNSR).
En agosto de 1915 trabajó por primera vez a bordo de un barco hospital y luego fue asignada a un tren médico en Francia como enfermera anestesista. Como la escasez de médicos era tan aguda, el gobierno británico decidió formar, a lo largo de varios meses, a un grupo de cincuenta enfermeras como anestesistas.    Sin embargo, ninguna de ellas pudo ver esta competencia reconocida después de la guerra.
Al final de la guerra, Elsie trabajó en el Casualty Clearing Station nº 48 (Puesto de socorro) (CCS). El armisticio del 11 de noviembre de 1918 tuvo lugar y ella permaneció en el cargo. El puesto de control fue trasladado en camión a Charleroi, en Bélgica, el 22 de noviembre de 1918, y luego en tren el 30 de noviembre, donde se estableció en Namur.  Allí trató a soldados británicos que padecían la gripe española, que contrajo finalmente ella . Su estado empeoró y murió de neumonía el 24 de enero de 1919. Fue enterrada, con honores militares, en el cementerio de Belgrado en Namur. Elsie Gladstone y Nellie Spindler son las únicas dos enfermeras británicas de la Primera Guerra Mundial enterradas en Bélgica.   El cuerpo de Edith Cavell fue exhumado y devuelto a Inglaterra el 14 de mayo de 1919.
El Casualty Clearing Station nº 48 fue desmovilizado el 5 de octubre de 1919.

## Reconocimientos y homenajes
- Cruz Roja Real, 2 clase, 1919[5] aunque murió antes de poder recibirla.
- El 8 de noviembre de 2020, la sucursal de Bruselas de la Legión Real Británica la honró en el cementerio de Belgrado durante el Domingo del Recuerdo.[6]